# Йессурун де Мескита, Самуэль
Самуэль Йессурун де Мескита (нидерл.  Samuel Jessurun de Mesquita; 6 июня 1868, Амстердам — 11 февраля 1944, Освенцим) — нидерландский художник и график, представитель модернизма. Активно работал в годы, предшествовавшие Второй мировой войне. Среди его учеников был художник-график М. К. Эшер (1898—1972). Будучи сефардским евреем, в 1944 году он был отправлен нацистами в Освенцим, где был отравлен газом вместе со своей женой. После войны де Мескита был почти забыт.

## Биография
Самуэль де Мескита родился в светской семье сефардских евреев.
С раннего возраста интересовался искусством. Экспериментировал с различными изобразительными средствами и приобрёл известность своими гравюрами на дереве. В 1920-х преподавал в Школе архитектуры и декоративных искусств в Харлеме. Одним из его учеников был Эшер, на творчество которого де Мескита оказал значительное влияние. Эшер поддерживал дружеские отношения с де Мескитой вплоть до 1 февраля 1944 года, когда де Мескита вместе с семьёй был схвачен нацистами.
Самуэль де Мескита и его жена Элизабет были отправлены в концентрационный лагерь Освенцим, где 11 февраля погибли в газовой камере. Их единственный сын Яап, историк искусства, умер в концлагере Терезинштадт 20 марта.
После гибели учителя Эшер помог отправить его работы в амстердамский музей «Стеделейк», оставив у себя лишь один эскиз со следом немецкого сапога, а в 1946 году он организовал в упомянутом музее мемориальную выставку.
- 1923
- 1927
- 1929
- 1931